# Siège de la Cour pénale internationale
Le siège de la Cour pénale internationale (en anglais : International Criminal Court Permanent Premises) est situé au nord-est du quartier international de la ville de La Haye, aux Pays-Bas, bien que les procès puissent prendre place en tout lieu à travers le monde.
À partir de la création de la Cour pénale internationale en 2002, celle-ci occupe un siège temporaire, situé en face de l'ancien siège de KPN, au 174 Maanweg. La construction d'un nouveau siège commence à l'automne 2012. Le bâtiment, au 10 Oude Waalsdorperweg, entre en fonction le 14 décembre 2015, avec une inauguration officielle le 19 avril 2016 en présence du roi des Pays-Bas Guillaume-Alexandre et du secrétaire général des Nations unies Ban Ki-moon,.

## Site
Le foncier et les fonds nécessaires à la construction sont offerts par le royaume des Pays-Bas. L'État néerlandais finance et organise également le concours architectural pour la création du siège, remporté par le cabinet danois Schmidt Hammer Lassen. Le site, en bordure des dunes de la côte de la mer du Nord, est compris dans les anciens terrains militaires de la caserne Alexandre (Alexanderkazerne). Il est situé face à la caserne Frédéric (Frederikkazerne) du MIVD, à proximité du centre de détention de la Cour pénale internationale.